# Интерлакен (Калифорнија)
Интерлакен (енгл. Interlaken) насељено је место без административног статуса у америчкој савезној држави Калифорнија.

## Демографија
По попису из 2010. године број становника је 7.321, што је 7 (-0,1%) становника мање него 2000. године.
| Група             | 2000.         | 2010.         |
| Белци             | 2.179 (29,7%) | 1.613 (22,0%) |
| Афроамериканци    | 74 (1,0%)     | 58 (0,8%)     |
| Азијати           | 410 (5,6%)    | 302 (4,1%)    |
| Хиспаноамериканци | 4.551 (62,1%) | 5.261 (71,9%) |
| Укупно            | 7.328         | 7.321         |